# Акерменський сільський округ
Акерме́нський сільський округ (каз. Ақермен ауылдық округі, рос. Акерменский сельский округ) — адміністративна одиниця у складі Меркенського району Жамбильської області Казахстану. Адміністративний центр — село Акермен.
Населення — 2253 особи (2021; 2277 у 2009, 2416 у 1999, 2708 у 1989).
Станом на 1989 рік існувала Акерменська сільська рада (села Акермен, Аккоз-Кайнар, Алтинарик, Кентай). 1997 року Акерменський сільський округ був ліквідований та переданий до складу Кенеського сільського округу. 2001 року Акерменський сільський округ був відновлений, при цьому село Кентай залишилось у складі Кенеського сільського округу, а до складу Акерменського сільського округу увійшло село Аспара. 2002 року зі складу округу був виділений Аспаринський сільський округ. 2017 року село Кентай та територія площею 5,63 км² було повернуто до складу Акерменського сільського округу.

## Склад
До складу округу входять такі населені пункти:
| Населений пункт    | Старі назви | Населення, осіб (1989) | Населення, осіб (1999) | Населення, осіб (2009) | Населення, осіб (2021) |
| ------------------ | ----------- | ---------------------- | ---------------------- | ---------------------- | ---------------------- |
| Акермен, село      | -           | 1294                   | 1566                   | 1064                   | 1067                   |
| Аккоз-Кайнар, село | Аккозкайнар | 261                    | 151                    | 82                     | 86                     |
| Алтинарик, село    | -           | 516                    | 50                     | 475                    | 452                    |
| Кентай, село       | -           | 637                    | 649                    | 656                    | 648                    |